# 8e congrès national du Parti communiste chinois
Le 8e Congrès national du Parti communiste chinois (en chinois 中国共产党第八次全国代表大会) s'est tenu en deux sessions, la première du 15 au 27 septembre 1956 et la seconde du 5 au 23 mai 1958 à Pékin.

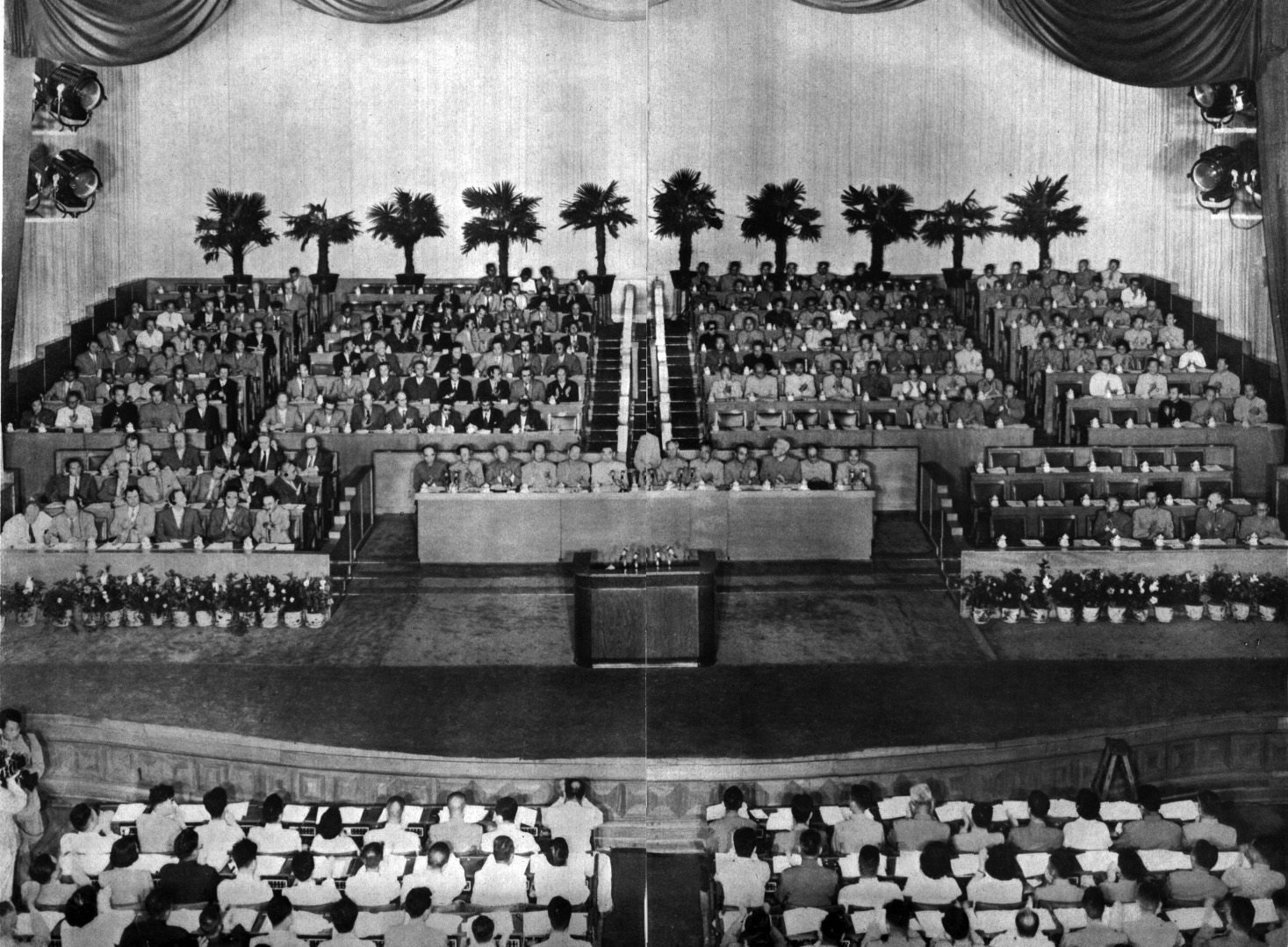
Première session du huitième congrès du parti, durant le discours de Mao Zedong.

Le Palais de l'Assemblée du peuple étant encore en construction, le congrès c'est déroulé dans la salle de la Conférence consultative politique du peuple chinois.
Lors de la première session, le parti comptait alors 10 730 000 membres qui ont été représentés par 1026 délégués.
Il s'agissait du premier congrès du parti communiste chinois depuis sa prise de pouvoir en 1949.

## Première session
La première session s'est tenue du 15 au 27 septembre 1956 à Pékin. Il y avait 1026 délégués représentant les dix millions de membres du parti ainsi que des délégations de différents partis communistes, ouvriers, travaillistes, révolutionnaires, issus de 59 pays.
Le discours d'ouverture a été prononcé par Mao Zedong et le rapport politique a été lu par Liu Shaoqi. Quand a Deng Xiaoping, il a été chargé du rapport d'adoption d'une nouvelle constitution pour le parti (la quatrième depuis sa création).
Zhou Enlai a édicté le rapport sur les suggestions pour le deuxième plan quinquennal sur le développement économique.
Mais le fait marquant de ce congrès est la résolution soulignant l'importance de respecter le centralisme démocratique, l'abandon du culte de la personnalité, ainsi que la suppression de la pensée de Mao Zedong comme idéologie directrice dans le préambule de la constitution du parti.

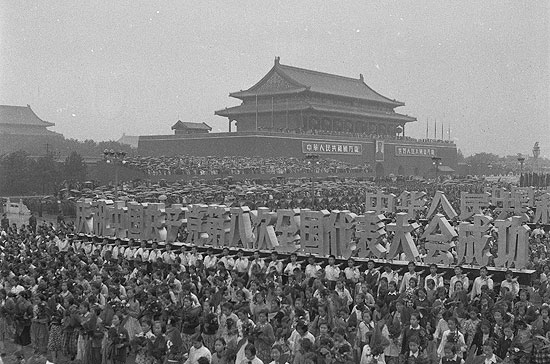
Défilé de la fête nationale, le 1er octobre 1956, célébrant le huitième congrès du parti.

Il y eut la création de poste de vice-présidents du parti avec comme titulaires: Liu Shaoqi, Zhou Enlai, Zhu De et Chen Yun.
La gestion du Secrétariat central chargé de l'administration et l'organisation du Parti jusqu'alors sous la direction directe de Mao, fut confié au secrétaire général du parti (poste aboli en 1943 et recréé à l'issue du congrès), le poste fut confié à Deng Xiaoping.

## Seconde session
La deuxième session du congrès s'est tenue du 5 au 23 mai 1958 à Pékin.
Le contenu principal des résolutions de la réunion : premièrement, sur la base de l'initiative de Mao Zedong, une résolution a été formulée pour mobiliser tous les efforts pour la construction du socialisme à grande vitesse et de bonne qualité comme ligne générale; la deuxième est de proposer les tâches d'amélioration du style et de renforcement de la construction du parti, l'amélioration du système de gestion et de travail de l'État.
Lin Biao a accédé à la fonction de vice-président du parti durant cette session.